# Cyclodomorphus praealtus
Cyclodomorphus praealtus är en ödleart som beskrevs av  Eddie L. Shea 1995. Cyclodomorphus praealtus ingår i släktet Cyclodomorphus och familjen skinkar. Inga underarter finns listade i Catalogue of Life.